# 王有庆
王有庆（？—？），直隶天津人，是一名清朝政治人物。
王有庆曾于1827年接替李景峄任松江府知府一职，1828年由王青莲接任。